# Félix Dardo Palorma
Félix Dardo Palorma (Departamento La Paz, Mendoza, Argentina, 23 de mayo de 1918 - ibídem, 18 de abril de 1994) fue un cantor, músico y compositor argentino, originario de la Provincia de Mendoza.

## Biografía
Su verdadero nombre era Félix Robustiano Palorma. Nació en San José de Corocorto, en el antiguo Yopacto de los nativos huarpes (hoy departamento La Paz). Sus primeros escarceos con la guitarra se los enseñó un vecino llamado Don Navarro, bandoneonista de su pueblo.
A los dieciséis años, ya como cantor de voz firme, es invitado a sumarse al afamado conjunto Brochazos de tradición, con el que recorre todo el país. Sin embargo el servicio militar lo requiere en Coronda, provincia de Santa Fe. Una vez de baja, se demora un tiempo por esa ciudad y se dedica a conocer la música del Litoral.
De su vasta obra (alrededor de 250 composiciones) se puede citar canciones con ritmos típicos de Cuyo como la tonada, la cueca y la zamba. Canciones como «La Cumbreña», «Mañanitas de Amaicha», «Póngale por la hileras», «Zamba de la noche Alta» y «Llegando a Cuyo». En su estadía en Buenos Aires incursiona también en la música popular bonaerense creando numerosas composiciones como la milonga «Ni más ni menos», grabada por Aníbal Troilo y cantada por Ángel Cárdenas.
En el año 1987, el Papa Juan Pablo II llega a Mendoza y Palorma ofrece un homenaje al Santo pontífice con música, coro, y un cuerpo de baile. Fue delegado de SADAIC y de la Unión Argentina de Artista de Variedades (UADAV).
Palorma murió el 18 de abril de 1994 a la edad de setenta y cinco años. Sus restos descansan en su pueblo natal.
En el día de su natalicio según una ley provincial; se celebra el Día del Compadre.